# بوسارة متوسعة
بوسارة متوسعة (الاسم العلمي: Bosara dilatata) هي نوع من الحشرات تتبع جنس البوسارة من الفصيلة الأرفية.